# Ladies & Gentlemen: The Best of George Michael
Ladies & Gentlemen: The Best of George Michael is een verzamelalbum met daarop de grootste hits van zanger George Michael, uitgebracht in 1998.
Op het album staan 29 nummers (28 in Noord-Amerika), verdeeld over twee cd's. Beide cd's hebben een ander thema. De eerste heeft de titel "For the Heart", waarop de ballads van Michael te horen zijn. De tweede heeft de titel "For the Feet", met daarop zijn populairste uptempo nummers.
Ladies & Gentlemen is een opmerkelijk album aangezien een aantal oude nummers en duetten nooit eerder op een album van George Michael verschenen. Zo is I Knew You Were Waiting (For Me), zijn duet met Aretha Franklin, wel te vinden op háár album Aretha uit 1986. Ook Desafinado, een duet met de Braziliaanse zanger Astrud Gilberto en Don't Let the Sun Go Down on Me met Elton John verschenen niet eerder op een album van de Britse zanger.
Ook staan er een aantal nieuwe nummers op het album. Als eerste single werd het nummer Outside uitgebracht. Het nummer gaf een humoristische kijk op zijn arrestatie kort voor de uitgave van het album, vanwege onzedelijkheden met een politieagent in een openbaar toilet.
As, een duet met Mary J. Blige, werd uitgebracht als tweede single. In Noord-Amerika verscheen dit nummer niet op zijn album. Er gaan geruchten dat het platenlabel van Blige ontevreden was omdat Michael homoseksueel was. Dit zou de reputatie van Blige kunnen schaden. Dit gerucht wordt echter tegengesproken door de grote homoseksuele fanbase die Blige heeft.

## Tracklist
Alle nummers werden geschreven door George Michael tenzij anders staat aangegeven.

### Disc 1:For the Heart
1. "Jesus to a Child" – 6:49
2. "Father Figure" (singleversie) – 5:41
3. "Careless Whisper" (George Michael, Andrew Ridgeley) (singleversie) – 5:00
4. "Don't Let the Sun Go Down on Me" (live) (Elton John, Bernie Taupin) (George Michael en Elton John) – 5:47
5. "You Have Been Loved" (George Michael, David Austin) – 5:28
6. "Kissing a Fool" – 4:36
7. "I Can't Make You Love Me" (James Allen Shamblin II, Mike Reid) – 5:20
8. "Heal the Pain" (singleversie) – 4:46
9. "A Moment with You" – 5:43
10. "Desafinado" (Antonio Carlos Jobim, Newton Mendonça) (George Michael en Astrud Gilberto) – 3:19
11. "Cowboys and Angels" – 7:14
12. "Praying for Time" – 4:41
13. "One More Try" – 5:53
14. "A Different Corner" (singleversie) – 4:03

### Disc 2:For the Feet

#### Europese uitgave
1. "Outside" – 4:44
2. "As" (Stevie Wonder) – 4:47 (George Michael en Mary J. Blige)
3. "Fastlove" (George Michael, Jon Douglas) – 5:31
4. "Too Funky" – 3:45
5. "Freedom '90" – 6:28
6. "Star People '97" – 5:39
7. Medley: "Killer" / "Papa Was a Rollin' Stone" (Adam Tinley, Seal-Henry Samuel / Norman Whitfield, Barrett Strong) – 4:16
8. "I Want Your Sex (Part II)" – 4:38
9. "The Strangest Thing '97" – 4:41
10. "Fantasy" – 5:02
11. "Spinning the Wheel" (George Michael, Jon Douglas) – 6:09
12. Medley: "Waiting for That Day/You Can't Always Get What You Want" (George Michael, Mick Jagger, Keith Richards) – 4:50
13. "I Knew You Were Waiting (For Me)" (Simon Climie, Dennis Morgan) (George Michael en Aretha Franklin) – 3:58
14. "Faith" – 3:14
15. "Somebody to Love" (Freddie Mercury) (George Michael en Queen) – 5:23

#### Amerikaanse uitgave
1. "Outside" – 4:44
2. "Fastlove" (George Michael, Jon Douglas) – 5:31
3. "Too Funky" – 3:45
4. "Freedom '90" – 6:28
5. "Star People '97" – 5:39
6. Medley: "Killer" / "Papa Was a Rollin' Stone" (Adam Tinley, Seal-Henry Samuel / Norman Whitfield, Barrett Strong) – 4:16
7. "I Want Your Sex (Part II)" – 4:38
8. "Monkey" - 4:47
9. "Spinning the Wheel" (George Michael, Jon Douglas) – 6:09
10. Medley: "Waiting for That Day/You Can't Always Get What You Want" (George Michael, Mick Jagger, Keith Richards) – 4:50
11. "I Knew You Were Waiting (For Me)" (Simon Climie, Dennis Morgan) (George Michael en Aretha Franklin) – 3:58
12. "Hard Day" - 3:43
13. "Faith" – 3:14
14. "Somebody to Love" (Freddie Mercury) (George Michael en Queen) – 5:23

## Hitsingles
| Single met eventuele hitnotering(en) in de Nederlandse Top 40 | Datum van verschijnen | Datum van binnenkomst | Hoogste positie | Aantal weken | Opmerkingen                     |
| ------------------------------------------------------------- | --------------------- | --------------------- | --------------- | ------------ | ------------------------------- |
| Outside                                                       | 1998                  | 31-10-1998            | 11              | 7            |                                 |
| As                                                            | 1999                  | 20-03-1999            | 7               | 12           | met Mary J. Blige / Alarmschijf |